# Carl-Olof och Jenz Hamrins Stiftelse
Carl-Olof och Jenz Hamrins Stiftelse är en stiftelse med säte i Jönköping. Stiftelsen bildades 1986 genom en donation av Jenz Hamrin, änka efter publicisten Carl-Olof Hamrin. Stiftelsens ändamål är att främja vetenskaplig forskning rörande massmediers framställning, innehåll, samhällspolitiska effekter och tekniska möjligheter.
Stiftelsen har framför allt finansierat forskning vid Högskolan i Jönköping, bland annat 42 miljoner för inrättande av en medieforskningsenhet 2004. Stiftensen har också stött Vandalorum i Värnamo. 
Stiftelsens ordförande är Christina Hamrin.